# Grünbindenspecht
Der Grünbindenspecht (Colaptes melanochloros) ist eine Vogelart aus der Familie der Spechte (Picidae). Dieser kleine bis mittelgroße Specht besiedelt große Teile des östlichen und mittleren Südamerikas. Die Art bewohnt ein weites Spektrum baumbestandener Habitate von subtropischen feuchten Wäldern über Savannen bis zu trockenem Buschland. Die sowohl in der unteren und mittleren Baumschicht als auch in niedrigem Gebüsch und auf dem Boden gesuchte Nahrung besteht in erster Linie aus Ameisen und deren Larven und Puppen, Grünbindenspechte fressen aber auch Beeren und Kakteenfrüchte.
Die Art gilt als recht häufig und der Weltbestand ist vermutlich stabil. Der Grünbindenspecht wird von der IUCN aufgrund der Größe des Verbreitungsgebietes und des vermutlich stabilen Bestandes als ungefährdet („least concern“) eingestuft.

## Beschreibung
Grünbindenspechte sind in Größe und Färbung recht variable, kleine bis mittelgroße Spechte. Der Schnabel ist recht lang, punktförmig zugespitzt, am First nach unten gebogen und an der Basis relativ schmal. Die Körperlänge beträgt etwa 27–30 cm, das Gewicht 104–178 g. Diese Spechte sind damit etwa so groß und schwer wie ein Grauspecht. Die Art zeigt hinsichtlich der Färbung einen wenig deutlichen Geschlechtsdimorphismus.
Bei Männchen der Nominatform C. m. melanochloros ist fast die gesamte Oberseite einschließlich Nacken, Schulterfedern, Oberflügeldecken und Schirmfedern auf gelblich grünem Grund dunkelbraun gebändert. Der Bürzel hat eine hellere Grundfarbe ist weniger gebändert, die Oberschwanzdecken sind beige und haben schwarze Binden und Spitzen. Die Schwingen sind grünlich braun mit heller schmaler Bänderung, die Federkiele sind oliv. Die oberseits schwarzen Steuerfedern zeigen mindestens auf dem äußersten Steuerfederpaar helle Binden.
Die Halsseiten und die Unterseite des Rumpfes sind blassgrün, die Brust ist meist etwas dunkler und leuchtender grün. Die Unterseite ist auf diesem Grund kräftig schwarz gefleckt, zu den Flanken hin tendiert diese dunkle Fleckung oft zu einer Bänderung, zum Bauch hin wird sie jedoch schwächer oder fehlt ganz. Die Unterflügel sind gelblich weiß, die Handdecken zeigen auf diesem Grund gelegentlich eine Fleckung. Der Unterschwanz ist schwarz mit einer gelblichen Bänderung.
Stirn und vorderer Oberkopf sind schwarz, hinterer Oberkopf und Hinterkopf rot. Die Zügelregion, der Bereich um die Augen, Wangen und Ohrdecken sind weißlich, dabei zeigen die Ohrdecken einen kräftigen Olivton. Der Bartstreif ist rot mit schwarzen Federbasen. Kinn und Kehle sind weißlich grün mit schwarzer Strichelung.
Der Schnabel ist schwarz. Beine und Zehen sind grau, meist mit einem grünlichen oder gelblichen Ton. Die Iris ist braun oder kastanienbraun.
Weibchen sind relativ langschwänziger als Männchen. Hinterer Oberkopf und Hinterkopf sind ebenfalls rot, der Bartstreif ist jedoch schwarz mit weißen Stricheln.

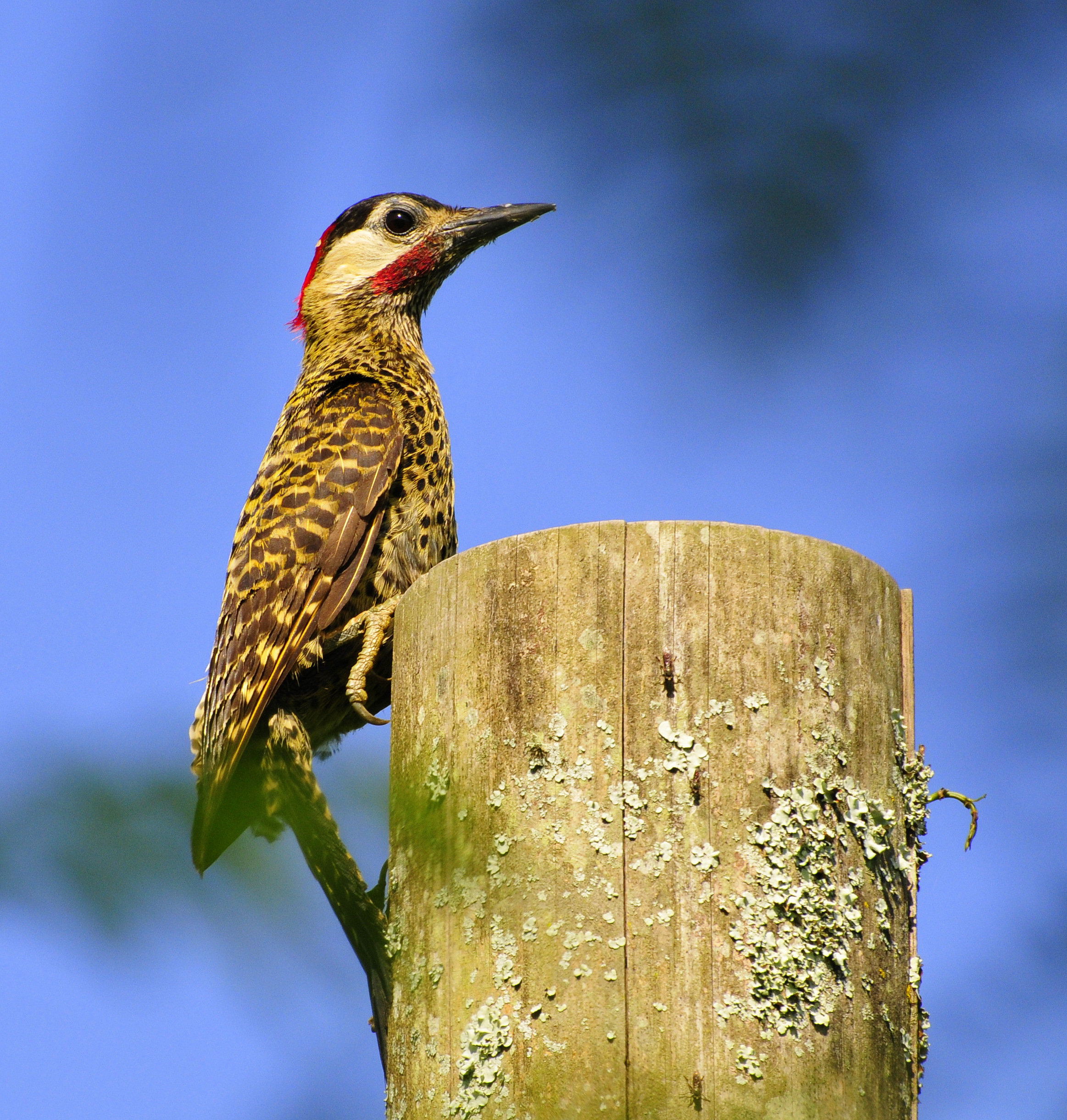
Grünbindenspecht (Colaptes m. melanochloros), Männchen

## Lautäußerungen
Bekanntester Ruf ist ein gereihtes „kwiek-kwik-kwik“ Der Alarmruf ist eine lockere Serie von „peek“-Lauten. Weiterhin sind lange Rufreihen bekannt, die sehr denen des nord- und mittelamerikanischen Goldspechts (Colaptes auratus) ähneln. Beide Geschlechter trommeln, die Trommelwirbel sind langsamer als die des Goldspechts.

## Verbreitung und Lebensraum
Dieser Specht besiedelt große Teile des östlichen und mittleren Südamerikas. Das Areal reicht in Nord-Süd-Richtung vom Nordosten Brasiliens bis in den Norden Patagoniens, im Osten von der Insel Marajó bis Rio Grande do Sul. Es umfasst zudem Uruguay sowie Argentinien nach Süden bis Buenos Aires und bis zum Rio Negro und reicht von dort nach Westen bis Mato Grosso, Bolivien und bis zu den argentinischen Anden in den Provinzen La Pampa und Neuquén. Die Größe des Gesamtverbreitungsgebietes wird auf 7,05 Mio. km² geschätzt.
Die Art bewohnt ein weites Spektrum baumbestandener Habitate von subtropischen feuchten Wäldern über Savannen bis zu trockenem Buschland. Grünbindenspechte kommen in Höhen von nahe 0 bis 3000 m vor.

## Systematik
Winkler et al. erkennen fünf Unterarten in zwei auch ökologisch differenzierten Unterartengruppen an:
1. Die baumlebende melanochloros-Gruppe bewohnt Wälder und Savannen. Die zwei Unterarten der Gruppe zeigen mehr Grün auf Unter- und Oberseite, die Ohrdecken sind dunkler und auf der Brust fehlen Orange- oder Gelbtöne.
- Colaptes m. melanochloros (Gmelin, 1788) – Südosten und Süden Brasiliens, Südosten Paraguays und Provinz Misiones in Argentinien. Die Nominatform ist oben beschrieben.
- Colaptes m. nattereri (Malherbe, 1845) – Norden, Nordosten, mittlerer Süden und mittlerer Westen Brasiliens, Departamento Santa Cruz in Bolivien. Ähnlich Nominatform, aber kleiner, mit kürzerem Schnabel und mehr Gelb. Die Flecken auf Brust und Bauch sind oft sehr klein oder strichförmig. Bildet in einem weiten Bereich des Areals Mischformen mit der Nominatunterart.

2. Die teilweise bodenlebende melanolaimus-Gruppe bewohnt die Pampa, Buschland und den Chaco. Die drei Unterarten der Gruppe zeigen mehr Braun und weniger Grün auf Ober- und Unterseite, der Bürzel und die Ohrdecken sind weiß, die Kiele der Schwingen sind oberseits gelb, die Brust hat einen Goldton und die schwarzen Strichel neigen dazu, auf den unteren Kehlseiten ineinander überzugehen.
- Colaptes m. melanolaimus (Malherbe, 1857) – Hochlandtäler Boliviens. Langschnäbelig, insgesamt recht grün mit Goldton auf der Brust, schwarze Kehlstrichel oft zu schwarzem Fleck auf den Kehlseiten und dem hinteren Bartstreif vereint, Bürzel mit reduzierter Fleckung, Steuerfedern weniger stark gebändert.
- Colaptes m. nigroviridis (Grant, CHB, 1911) – Norden Argentiniens, Süden Boliviens und Westen Paraguays. Ähnlich vorige Unterart, tendiert aber zu mehr Grün auf der Oberseite, weniger starker Goldton auf der Brust und weniger Schwarz auf den Kehlseiten, Unterseitenfleckung größer und Schwanz kräftig gebändert.
- Colaptes m. leucofrenatus Leybold, 1873 – Zentralargentinien, Süden Brasiliens. Bewohnt flussbegleitende Wälder und isoliertes Waldland in der Pampa und in trockenem Buschland im Landesinneren nach Süden bis Patagonien. Große Unterart, Oberseite brauner, manchmal sogar goldbraun, weißer Bürzel und weißliche Binden und Federspitzen, Brust goldfarben bis orange, Flanken kräftig gebändert und übrige Unterseite mit großen Flecken oder pfeilspitzenförmiger Zeichnung.

## Lebensweise
Grünbindenspechte werden meist einzeln, gelegentlich auch paarweise beobachtet. Einzelne Grünbindenspechte schließen sich zur Suche nach Ameisen auf dem Boden häufig Trupps des größeren und aufmerksameren Feldspechts (Colaptes campestris) an. Die sowohl in der unteren und mittleren Baumschicht als auch in niedrigem Gebüsch und auf dem Boden gesuchte Nahrung besteht in erster Linie aus Ameisen und deren Larven und Puppen, als Nahrung nachgewiesen sind unter anderem Ameisen der Gattungen Camponotus, Crematogaster und Paracryptocerus. Grünbindenspechte fressen aber auch Beeren und Kakteenfrüchte. Nahrungsobjekte erlangen sie auf Bäumen vor allem durch Stochern und Ablesen. Ameisennester werden durch ein kurzes Hacken geöffnet und die Ameisen dann oft über längere Zeit mit der Zunge heraus gefangen.
In den Baumkronen bewegen sich diese Spechte hüpfend wie ein Häher fort, bei der Nahrungssuche hängen sie auch an der Unterseite von Zweigen. Auf dem Boden erfolgt die Bewegung in weiten Sprüngen oder kurzen Hüpfern.
Im Süden des Verbreitungsgebietes erfolgt die Fortpflanzung von August und September bis Januar, im Norden früher. Die Bruthöhlen werden in toten Bäumen oder Baumstümpfen, Palmen, großen Kakteen und Telegrafenmasten in Höhen zwischen 2 und 6 m angelegt. Die Gelege umfassen vier Eier, beide Partner brüten und füttern die Nestlinge mit hervorgewürgter Nahrung.

## Bestand und Gefährdung
Schätzungen zur Größe des Weltbestandes liegen bisher nicht vor. Die Art gilt als recht häufig und der Weltbestand ist vermutlich stabil. Der Grünbindenspecht wird von der IUCN aufgrund der Größe des Verbreitungsgebietes und des vermutlich stabilen Bestandes als ungefährdet („least concern“) eingestuft.